# Брчко
Брчко је град на сјевероистоку Босне и Херцеговине. Административно је сједиште Брчко Дистрикта. Према попису из 2013. у граду Брчко је пописано 39.893 лица, а у цијелом дистрикту Брчко 83.516 лица. У граду данас релативну већину становништва чине Срби, а у значајном броју су заступљени и Бошњаци.

## Географија
Град Брчко је смештен у Посавини, на десној обали ријеке Саве, односно на ушћу њене десне притоке Брке, на 44° 52" сјеверне географске ширине и 18° 48" источне географске дужине, на 95 метара надморске висине. Источно од града простире се плодна Семберија, а западно је Посавина, док се петнаестак километара јужно од града дижу обронци планине Мајевице.

## Клима
Средња годишња температура износи 11,2 °C, а клима је умерено-континентална са 760 mm³ падавина годишње.

## Историја
У старом веку су подручје данашњег Брчко Дистрикта насељавали Илири, да би га потом освојили Римљани. Овај простор се, у оквиру Римског царства, налазио на граници провинција Паноније и Далмације. На месту данашњег града Брчко налазио се римски град Салде.
У доба сеобе народа и средњем веку, овај простор улази у састав Хунског каганата, Остроготске краљевине, Лангобардске државе, Аварског каганата, Српске кнежевине, Самуиловог Македонског царства, Византије, Краљевине Угарске, Бановине Босне, Сремске краљевине Стефана Драгутина, Краљевине Босне и, почетком новог века, у састав Османског царства.
Током византијске управе, овај простор је био део Теме Сирмијум, чије се седиште налазило у Сирмијуму (данашњој Сремској Митровици), а током угарске управе, улазио је у састав Бановине Соли и Сребреничке бановине. Током османске управе, подручје данашњег Брчко Дистрикта је било у административном оквиру Зворничког санџака и Босанског ејалета, а у црквеном погледу, под јурисдикцијом Пећке патријаршије.
Између 1718. и 1739. године, подручје је било под хабзбуршком управом у оквиру хабзбуршке Краљевине Босне, али 1739. поново долази под управу Османског царства. Од 1878. овај простор је био под окупацијом Аустроугарске. 1892. у Брчком је изграђена градска већница у псеудомаварском стилу. Аустроугарска је 1908. године анектирала Босну и Херцеговину и укључила у састав Кондоминијума Босна и Херцеговина.
Након Првог светског рата, подручје данашњег Брчко Дистрикта улази у састав Државе Словенаца, Хрвата и Срба, а потом и у састав Краљевине Срба, Хрвата и Словенаца (Југославије). Од 1918. до 1922. године, подручје је било у саставу покрајине Босне и Херцеговине, од 1922. до 1929. у саставу Тузланске области, од 1929. до 1939. у саставу Дринске бановине и од 1939. до 1941. у саставу Бановине Хрватске. У ово време, место је сматрано средиштем шљиварске производње, расадник је основан 1929.
Између 1941. и 1944. године, овај простор је био под окупацијом Независне Државе Хрватске, да би 1945. постао део Федералне Државе Босне и Херцеговине, једне од земаља Демократске Федеративне Југославије која ће недуго потом бити преименована у Народну Републику Босне и Херцеговине у склопу ФНРЈ.
Током рата у Босни и Херцеговини (1992—1995), на овом простору се налазио српски коридор, који је повезивао источни и западни део Републике Српске и који је био једина веза западних делова Републике Српске и Републике Српске Крајине са Србијом. Дејтонским споразумом из 1995. године, подручје данашњег дистрикта Брчко је подељено између Републике Српске и Муслиманско-хрватске федерације (Федерације БиХ), да би, након арбитражне одлуке, 2000. године био успостављен Брчко Дистрикт, као посебна територијална јединица у саставу Босне и Херцеговине.

## Становништво
|                      | 2013.           | 1991.            | 1981.            | 1971.            | 1961.           |
| Укупно               | 39 893 (100,0%) | 41 406 (100,0%)  | 31 437 (100,0%)  | 25 337 (100,0%)  | 17 949 (100,0%) |
| Срби                 | 19 420 (48,68%) | 8 253 (19,93%)   | 5 532 (17,60%)   | 5 481 (21,63%)   | 5 260 (29,31%)  |
| Бошњаци              | 17 489 (43,84%) | 22 994 (55,53%)1 | 16 725 (53,20%)1 | 15 651 (61,77%)1 | 5 431 (30,26%)1 |
| Хрвати               | 1 457 (3,652%)  | 2 894 (6,989%)   | 2 157 (6,861%)   | 2 663 (10,51%)   | 2 472 (13,77%)  |
| Неизјашњени          | 466 (1,168%)    | –                | –                | –                | –               |
| Роми                 | 333 (0,835%)    | –                | 5 (0,016%)       | 6 (0,024%)       | 4 (0,022%)      |
| Остали               | 155 (0,389%)    | 2 054 (4,961%)   | 468 (1,489%)     | 327 (1,291%)     | 78 (0,435%)     |
| Босанци              | 138 (0,346%)    | –                | –                | –                | –               |
| Муслимани            | 111 (0,278%)    | –                | –                | –                | –               |
| Албанци              | 77 (0,193%)     | –                | 86 (0,274%)      | 115 (0,454%)     | 65 (0,362%)     |
| Југословени          | 60 (0,150%)     | 5 211 (12,59%)   | 6 351 (20,20%)   | 952 (3,757%)     | 4 250 (23,68%)  |
| Босанци и Херцеговци | 44 (0,110%)     | –                | –                | –                | –               |
| Православци          | 44 (0,110%)     | –                | –                | –                | –               |
| Непознато            | 38 (0,095%)     | –                | –                | –                | –               |
| Црногорци            | 31 (0,078%)     | –                | 65 (0,207%)      | 82 (0,324%)      | 278 (1,549%)    |
| Македонци            | 24 (0,060%)     | –                | 16 (0,051%)      | 19 (0,075%)      | 35 (0,195%)     |
| Словенци             | 4 (0,010%)      | –                | 19 (0,060%)      | 25 (0,099%)      | 55 (0,306%)     |
| Турци                | 2 (0,005%)      | –                | –                | –                | –               |
| Мађари               | –               | –                | 13 (0,041%)      | 16 (0,063%)      | 21 (0,117%)     |

1. 1 На пописима од 1971. до 1991. Бошњаци су пописивани углавном као Муслимани.

## Саобраћај
Град је важан транзитни центар и кроз њега пролази најважнија путна комуникација која повезује западни с источним дијелом Републике Српске те централни део Федерације БиХ са Хрватском и Посавским кантоном.
Поред веома значајних копнених комуникација, Брчко има и савремено опремљену луку на реци Сави, која се уклапа у јединствени пловни пут од Црног до Северног и Балтичког мора.

## Привреда
Брчко има значајне индустријске капацитете.

## Спорт
Брчко је сједиште фудбалских клубова Јединство, Локомотива и Илићка 01. Сваке године последњу суботу пред Видовдан, одржава се атлетска манифестација Видовданска трка, двоструки носилац плакете ИААФ (за 2009. и 2012. годину).

## Градови побратими
- Самсун
- Сент Луис
- Смедеревска Паланка

## Галерија
- Брчко са разгледнице крајем 19. века
- Црква у Брчком
- Бијела џамија у Брчком
- Бивши Меркатор